# Índia nos Jogos Olímpicos de Verão de 1928
A Índia participou dos Jogos Olímpicos de Verão de 1928 na cidade de Amsterdã, nos Países Baixos.

## Medalistas

### Ouro

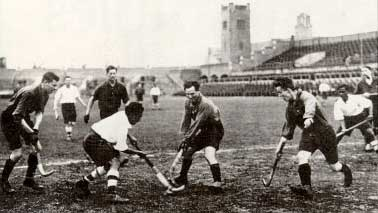
Jogo da equipe indiana de hóquei sobre a grama masculino nos Jogos olímpicos de 1928.

- Richard Allen, Dhyan Chand, Maurice Gateley, William Goodsir-Cullen, Leslie Hammond, Feroze Khan, George Marthins, Rex Norris, Broome Pinniger, Michael Rocque, Frederic Seaman, Ali Shaukat, Jaipal Singh e Sayed Yusuf - Hóquei sobre a grama masculino.